# Avgiftning
Se även avgiftning (alternativmedicin).
Avgiftning innebär ett planerat, och medicinskt övervakat avvänjande från något beroendeframkallande ämne, vanligen alkohol och narkotika. Vissa behandlingshem har denna inriktning. Avgiftning kan ske polikliniskt inom öppenvården, genom dagvård eller slutenvård. Själva avgiftningen brukar övervakas av en läkare eller vårdpersonal för klientens säkerhet. Avgiftningen pågår vanligtvis i ett par dagar och därefter är all substans av det missbrukande ämnet ute ur kroppen. Denna process är en nödvändig och betydelsefull förberedelse för personens behandling att kunna bekämpa sitt beroende.
Att avgiftningen sker på en sluten vårdinrättning gör att patienten övervakas noga under hela processen och ges lämplig medicinering för att förhindra svåra abstinensbesvär. Det innebär vanligen en gradvis tillförsel av minskande doser av en agent (medel) som är relaterade till den ursprungliga drogen av missbruk som nu ersätts för att förhindra återfall.
Målet med avgiftningen är att patienten skall vara i gott skick fysiskt och psykiskt efter behandlingen.  Avgiftningsprocessen är utformad både för att behandla de akuta fysiologiska effekterna av att stoppa droganvändandet och att avlägsna kvarvarande gifter i kroppen. En vidarebehandling krävs oftast för att patienten inte ska få återfall i sitt missbrukande och där tar man bland annat itu med orsakerna som ledde till varför man började missbruka från första början.

## Alkohol
Alkoholavgiftningen tar vanligtvis 4–7 dagar. Man känner vid alkoholavgiftningen en alkoholabstinens vilket gör att patienterna känner obehag och/eller smärtsamma fysiska och psykiska besvär. Dessa abstinenssymtom är dock oftast ofarliga men blir svårare att hantera med högre ålder och missbrukets intensitet och varaktighet.
Symptomen för alkoholberoende kan inkludera bland annat svettningar kräkningar, ångest, paranoia, hallucinationer, kramper, anfall och illamående. Symptomen kan vara livsfarliga och därför är en medicinsk behandling för människor med alkoholberoende nödvändigt.
Syftet med en abstinensbehandling är dels att lindra symtomen och dels för att förebygga delirium tremens. Delirium tremens minskar den akuta överlevnaden och försämrar den långsiktiga prognosen för grundsjukdomen. De flesta professionella i Sverige är väl överens om att deliriebehandling ska ske i sluten vård medan övriga tillstånd även kan behandlas i öppen vård.  Hamnar man i tillståndet delirium tremens kan det i värsta fall leda till döden, om patienten inte kommer under medicinsk behandling.

## Droger
Vid missbruk av opiater (starka smärtstillande läkemedel, heroin, morfin) behöver avgiftningen kombineras med psykoterapi, för att hjälpa patienten att hantera den oro och ångest som tillkommer vid abstinensbesvär som drivit dem till missbruket.
Det finns olika slags behandlingar efter avgiftningen. En behandling är att istället för att påbörja en avgiftning för att sedan sätta igång med en behandling för att försöka få patienten fri från opiater, låter man missbrukarna fortsätta med ett narkotikastämplat ämne, men som är en opiat-ersättning. Detta gör att patienterna kan ha ett vanligt liv samtidigt som de brukar. Exempel på opiat-ersättning är metadon, subutex och subuxone. Denna slags behandling är dock ovanlig och mycket kontroversiell.
Den vanligaste metoden för opiatavgiftning är att använda Metadon i en godkänd klinik och långsamt minska patienten intagande från den vanliga dosen till noll under en bestämd period. Även denna behandling ger patienterna mycket oro och ångest.
Vid missbruk av droger tar avgiftningen normalt 7 – 14 dagar.